# Xã Nordick, Quận Wilkin, Minnesota
Xã Nordick (tiếng Anh: Nordick Township) là một xã thuộc quận Wilkin, tiểu bang Minnesota, Hoa Kỳ. Năm 2010, dân số của xã này là 87 người.